# Nomada lamellata
Nomada lamellata är en biart som beskrevs av Schwarz 1977. Nomada lamellata ingår i släktet gökbin, och familjen långtungebin. Inga underarter finns listade i Catalogue of Life.